# Martha Acosta Zárate
Martha Carolina Acosta Zárate (Concepción, 30 de septiembre de 1962) es una abogada y política peruana. Fue congresista de la república durante el periodo 2006-2011.

## Biografía
Nació en el distrito de Concepción, ubicado en la provincia de Huancayo del Departamento de Junín, el 30 de septiembre de 1962.
Entre 1981 y 1987 estudió Relaciones Industriales en la Universidad San Martín de Porres y entre 1991 y 1997 cursó derecho titulándose de abogada. Desde entonces su desempeño profesional se dio principalmente en el sector privado.

## Trayectoria política

### Congresista de la República
Desde el año 2005 fue miembro del Partido Nacionalista Peruano, llegando a ser miembro del Comité Ejecutivo Nacional.
Su carrera política se inicia en las elecciones generales del 2006, cuando se presentó como candidata al Congreso de la República representando al Departamento de Junín por la alianza entre el Partido Nacionalista Peruano y Unión por el Perú para las elecciones parlamentarias. Acosta resultó elegida como congresista de la república, con 24,362 votos, para el periodo parlamentario 2006-2011.